# Jüdischer Friedhof (Erp)

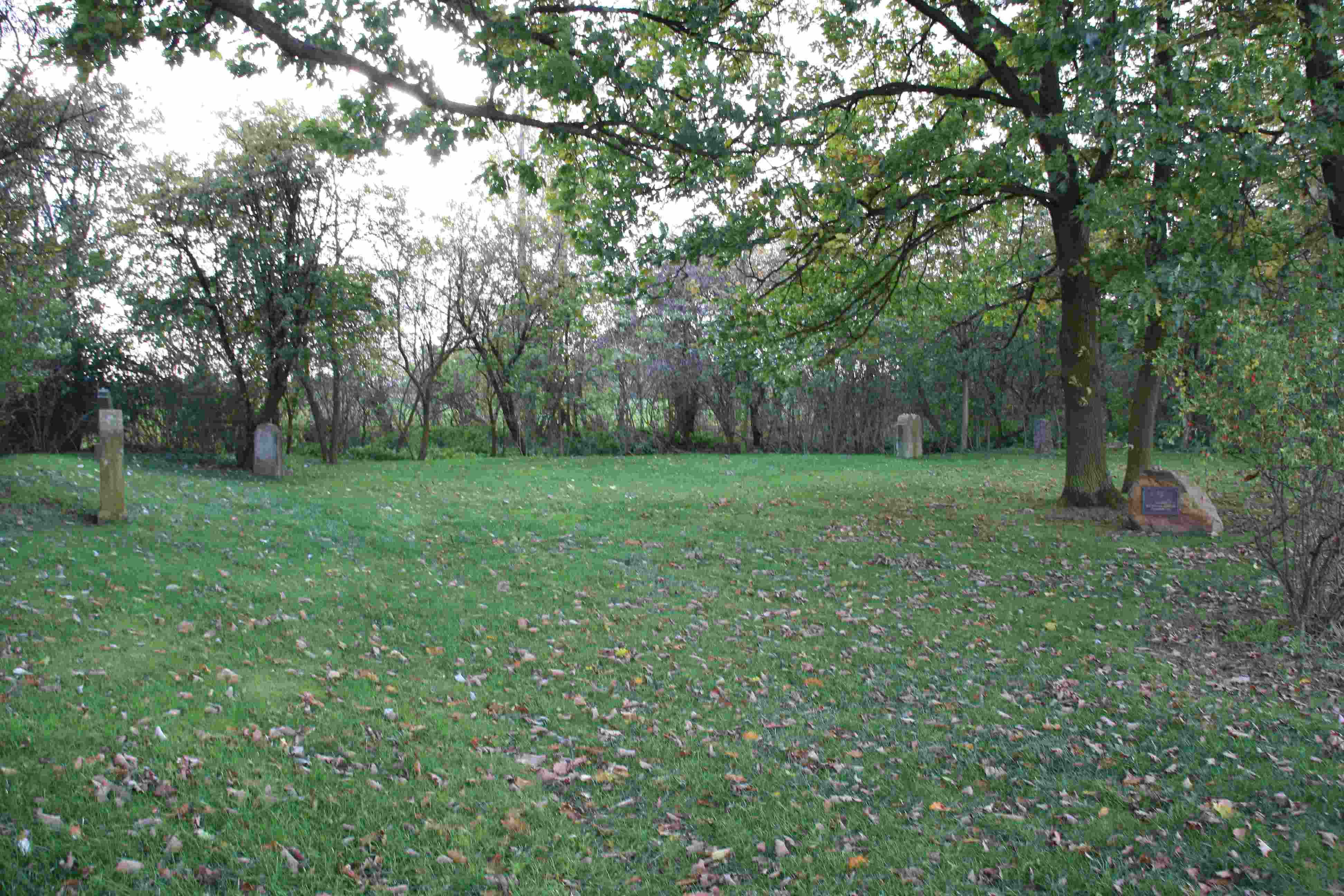
Ansicht

Der Jüdische Friedhof Erp liegt im Stadtteil Erp von Erftstadt im Rhein-Erft-Kreis (Nordrhein-Westfalen).
Belegt wurde der Friedhof von etwa 1868 bis 1914. Heute sind noch sieben Grabsteine (Mazewot) vorhanden. Ursprünglich war das Gelände 3.134 m² groß. Seit 1952 ist er Eigentum der Jewish Trust Corporation. Im Februar 2004 wurde der Friedhof geschändet. Auf der Anlage befindet sich ein Gedenkstein.
Der Friedhof liegt etwa 100 m südlich der Bundesstraße 265 in Richtung Weiler in der Ebene. Er ist nicht oder nicht mehr umzäunt und für jeden frei zugänglich.